# Versuch einer Erfolgsqualifikation
Ein Versuch der Erfolgsqualifikation ist ein Begriff aus dem Strafrecht (§ 18 StGB). Ein solcher liegt in Abgrenzung zum Erfolgsqualifizierten Versuch dann vor, wenn der Täter bei der Verwirklichung des Grundtatbestands die schwere Folge der Erfolgsqualifikation iSd. § 18 StGB  zwar in seinen Vorsatz aufgenommen hat, diese schwere Folge dann jedoch ausbleibt. Anders als beim erfolgsqualifizierten Versuch tritt also die schwere Folge nicht ein, obwohl der Täter ihren Eintritt zumindest für möglich erachtet oder sogar als sicher vorausgesehen hat.
Beispiel: Der Täter (T) misshandelt sein Opfer (O) in dem Bewusstsein, dass dieses hierdurch auch sterben könnte, was T aber in Kauf nimmt (hier also dolus eventualis), körperlich schwer. O überlebt. Neben einer Strafbarkeit aus § 223 Abs. 1 StGB kommt hier unter anderem auch noch eine Strafbarkeit der Erfolgsqualifikation des § 227 Abs. 1 StGB in Betracht.

## Fallgruppen des Versuchs der Erfolgsqualifikation
Zu unterscheiden sind dabei zwei verschiedene Fallgruppen des Versuchs der Erfolgsqualifikation, nämlich
1. das Grunddelikt wird verwirklicht, die schwere Folge bleibt jedoch aus;
2. Grunddelikt und schwere Folge werden nicht verwirklicht.[2]

## Rechtliche Behandlung des Versuchs der Erfolgsqualifikation (§ 18) (Deutschland)
Da den Täter oder Teilnehmer einer Erfolgsqualifikation gemäß § 18 StGB eine Strafbarkeit nur trifft, wenn ihm hinsichtlich des Eintritts der schweren Folge wenigstens Fahrlässigkeit (im strafrechtlichen Sinne) zur Last fällt, muss eine Strafbarkeit erst recht möglich sein, wenn der Täter die schwere Folge in seinen Vorsatz aufgenommen hat. Gerade die Konstruktion des Versuchs der §§ 22 ff. StGB erfordert einen Tatentschluss und damit Vorsatz hinsichtlich aller objektiven Tatbestandsmerkmale. Hieraus ergibt sich, dass auch der Versuch der Erfolgsqualifikation nach den allgemeinen Regeln möglich sein muss. Dies gilt umso mehr, weil erfolgsqualifizierte Delikte gemäß § 11 Abs. 2 StGB wie Vorsatzdelikte zu behandeln sind, sodass auch hiernach der Versuch der Erfolgsqualifikation möglich sein muss.
Hat der Täter daher auch den Eintritt der schweren Folge in seinen Tatentschluss aufgenommen, kommt daher auch eine Versuchsstrafbarkeit des Täters hinsichtlich der Erfolgsqualifikation in Betracht.
Da ein auf Erfüllung einer Erfolgsqualifikation gerichteter Versuch jedoch (insbesondere wenn die Tötung des Opfers vom Täter intendiert war) regelmäßig Gegenstand anderer Straftatbestände sein wird, wird der Versuch der Erfolgsqualifikation hier im Schuldspruch freilich nur selten eigenständige Bedeutung erlangen, da der Versuch der Erfolgsqualifikation dann hinter dem Versuch des Totschlags (§ 212 StGB) bzw. des Mordes (§ 211 StGB) im Wege der Gesetzeskonkurrenz zurücktritt (Spezialität). (Im oben genannten Bsp. würde §§ 227 Abs. 1, 22, 23 Abs. 1 StGB (Versuch der Erfolgsqualifikation) daher von dem spezielleren § 212 Abs. 1, 22, 23 Abs. 1 StGB (versuchter Totschlag) verdrängt.)
Eigenständige Bedeutung verbliebe dem Versuch der Erfolgsqualifikation hingegen dann, wenn durch seine Begehung ein strafrechtliches Unrecht verwirklicht wird, welches nicht von anderen Strafnormen erfasst ist (bspw. §§ 226 Abs. 1, 22, 23 Abs. 1 StGB); in diesem Fall stünde die versuchte Erfolgsqualifikation zur Begehung des Grunddelikts und sonstiger mitverwirklichter Straftatbestände in Tateinheit (§ 52 StGB).

## Unmittelbares Ansetzen zum Versuch der Erfolgsqualifikation, § 22 StGB (Deutschland)
Nach h. M. genügt für die Annahme des unmittelbaren Ansetzens zum Versuch im Sinne des § 22 StGB bereits ein unmittelbares Ansetzen zum Grundtatbestand.

## Rücktritt vom Versuch der Erfolgsqualifikation, § 24 StGB (Deutschland)
Ein Rücktritt vom Versuch der Erfolgsqualifikation ist im Grunde nach den allgemeinen Regeln des § 24 StGB möglich. Vergleichbare Probleme wie bei dem erfolgsqualifizierten Versuch stellen sich hier nicht, da sich das Unrecht der schweren Folge im Falle des Versuchs der Erfolgsqualifikation gerade nicht realisiert hat. Ein „Teilrücktritt“ vom Versuch der Erfolgsqualifikation ist daher dann noch möglich, wenn die vorsätzlich angestrebte schwere Folge vor der Verwirklichung freiwillig aufgegeben wird. Auch ein „insgesamter Rücktritt“ kommt in Betracht, wenn vor der Herbeiführung des Gesamterfolgs (Grunddelikt und schwere Folge) das (nur versuchte) Grunddelikt aufgegeben wird.